# Paul Julius Möbius
Paul Julius Möbius (født 24. januar 1853 i Leipzig, død 8. januar 1907 sammesteds) var en tysk nervelæge. Han var bror til Martin Möbius, søn af Paul Heinrich August Möbius og sønnesøn af August Ferdinand Möbius.
Möbius studerede i Leipzig, Jena og Marburg og var docent i neurologi sidstnævnte sted 1863—93. I en række monografier behandlede Möbius det patologiske i visse berømte mænds habitus (J. J. Rousseaus Krankengeschichte 1889, Über das pathologische bei Göthe 1898, endvidere Schopenhauer 1899, Nietzsche 1902 og flere andre).
Han skrev desuden Allgemeine Diagnostik der Nervenkrankheiten (1886, 2. oplag 1894), Neurologische Beiträge (1894—98), Die Migræne (2. oplag 1903), Die Nervosität (2. oplag 1903), Über die Anlage zur Mathematik (1900), samt endvidere nogle arbejder, bestemte for en bredere læsekreds, således om kunst og kunstnere.
Hans berømteste bog, der er oversat på en mængde sprog, er: Über den physiologisehen Schwachsinn des Weibes, hvis 7. oplag udkom 1905. Forskellen på mandens og kvindens psykologi behandlede han i Beiträge zur Lehre von den Geschlechtsunterschieden (1903—04). Möbius Ausgewählte Werke I—VIII udkom 1903-07.